# Valerianella chlorodonta
Valerianella chlorodonta är en kaprifolväxtart som beskrevs av Ernest Saint-Charles Cosson och Dur. Valerianella chlorodonta ingår i släktet klynnen, och familjen kaprifolväxter. Inga underarter finns listade i Catalogue of Life.